# وزارت مخابرات، توسعه دیجیتال و ارتباطات جمعی روسیه
وزارت مخابرات،توسعه دیجیتال ارتباطات جمعی فدراسیون روسیه (تا سال ۲۰۱۸ وزارت ارتباطات و ارتباطات جمعی بود) (روسی: Министерство цифрового развития, связи и массовых коммуникаций Российской Федерации)، همچنین به عنوان MinComSvyaz Rossii (روسی: Минкомсвязь России)، آژانس دولتی در روسیه است که در ماه مه ۲۰۰۸ تأسیس شده و مسئولیت ارتباط از راه دور، رسانه‌ها و پست را بر عهده دارد. آژانس‌های زیر مجموعه آن شامل روسکماندزوز، روسپچات (آژانس فدرال مطبوعات و رسانه‌های جمعی) و روسویاز (آژانس ارتباطات فدرال روسیه) هستند.

## وزیر مخابرات و ارتباطات جمعی فدراسیون روسیه
- ایگور شاچیوگولف، ۱۲ مه ۲۰۰۸–۲۰ مه ۲۰۱۲
- نیکولای نیکیفورف، ۲۱ مه ۲۰۱۲–۷ مه ۲۰۱۸
- کنستانتین نوسکوف، ۱۸ مه ۲۰۱۸-حال